# Paudy
Paudy ist eine französische Gemeinde mit 437 Einwohnern (Stand: 1. Januar 2022) im Département Indre in der Region Centre-Val de Loire; sie gehört zum Arrondissement Issoudun und zum Kanton Levroux. 

## Geographie
Die Gemeinde Paudy liegt elf Kilometer nordwestlich von Issoudun am Oberlauf des Herbon. Umgeben wird Paudy von den Nachbargemeinden Giroux im Norden, Reuilly im Nordosten, Diou im Osten, Sainte-Lizaigne im Südosten, Les Bordes im Südosten und Süden, Lizeray im Süden, Ménétréols-sous-Vatan im Südwesten und Westen sowie Vatan im Nordwesten.

## Bevölkerungsentwicklung
| Jahr                       | 1962 | 1968 | 1975 | 1982 | 1990 | 1999 | 2006 | 2017 |
| Einwohner                  | 722  | 697  | 593  | 504  | 445  | 435  | 455  | 452  |
| Quellen: Cassini und INSEE |      |      |      |      |      |      |      |      |

## Sehenswürdigkeiten
- Kirche Saint-Martin
- ehemalige Burg Dangy mit einem Donjon aus dem 14. Jahrhundert
- Wasserturm im Ortsteil Vœu

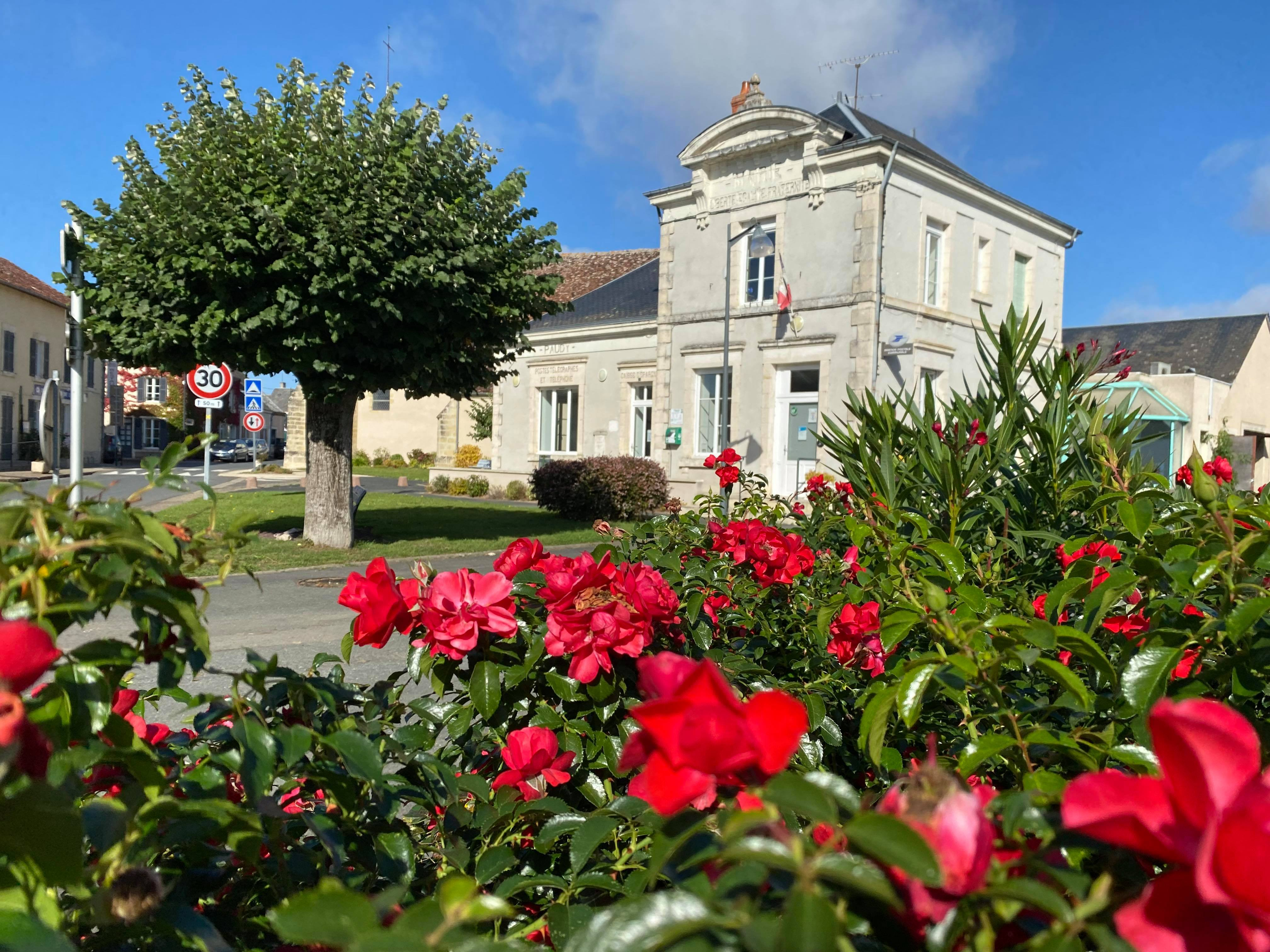
Rathaus (mairie)
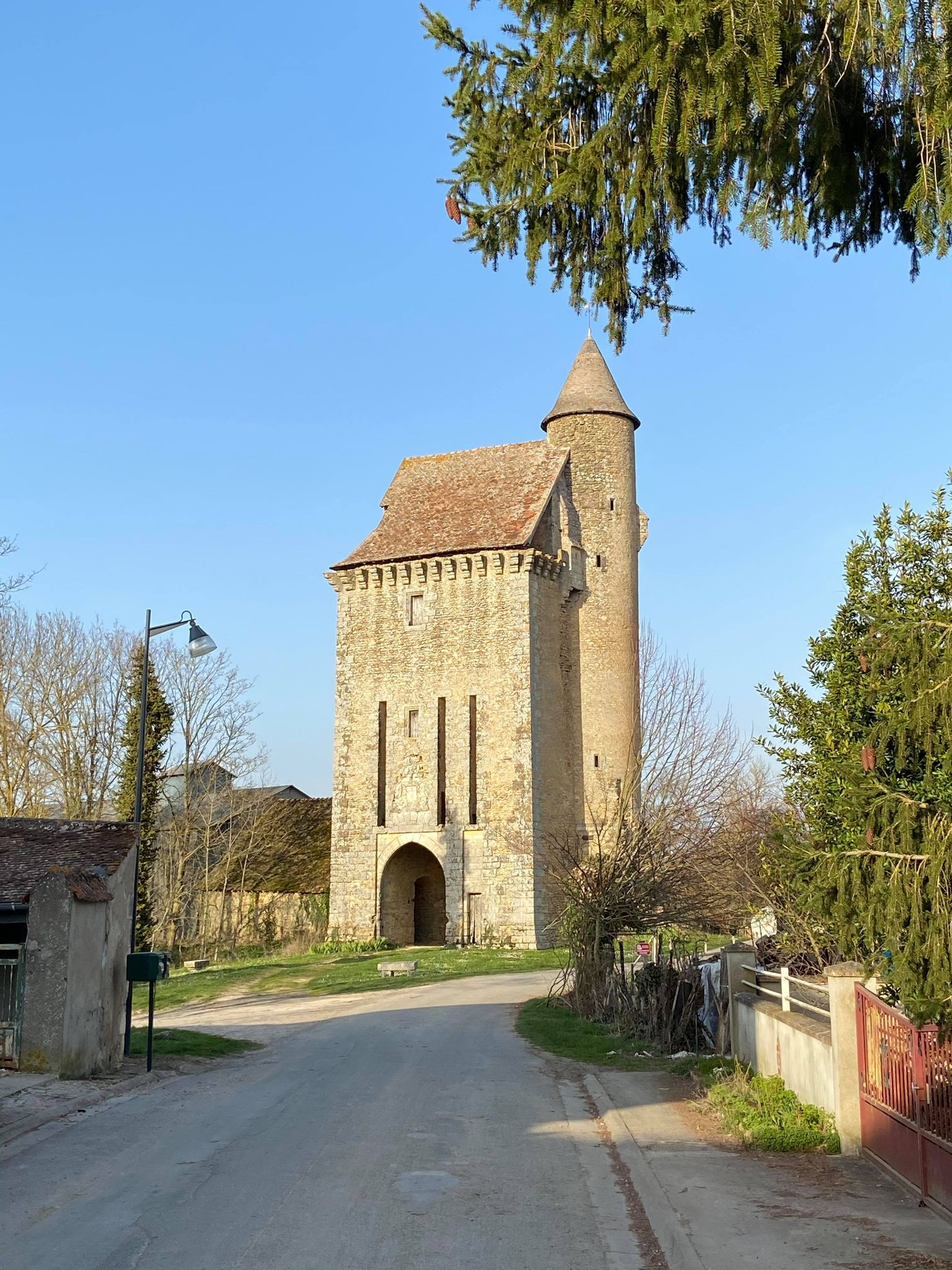
Donjon der ehemaligen Burg Dangy